# 清須市夢広場はるひ
清須市夢広場はるひ（きよすしゆめひろばはるひ）は、愛知県清須市春日夢の森1番地にある複合施設。清須市はるひ美術館、清須市立図書館、はるひ夢の森公園からなる。

## 特色
ロゴマークは清須市を流れる庄内川、新川、五条川と波紋がモチーフであり、図書館・美術館・公園が三位一体となって地域に影響を与えるイメージがある。2012年度（平成24年度）から指定管理者制度が導入されており、現在の指定管理者は図書館流通センター（TRC）・名古屋三越グループ共同事業体。

## 施設
清須市はるひ美術館
西春日井郡春日町時代の1999年（平成11年）3月に竣工、4月にはるひ美術館として開館。2009年（平成21年）10月1日に春日町が清須市に編入されたことで清須市はるひ美術館に改称。
清須市立図書館
1998年（平成10年）2月にはるひ保健福祉センターが竣工。同施設を改装して、2012年（平成24年）7月7日に図書館が開館。
はるひ夢の森公園
1999年（平成11年）3月に開園。
- 多目的広場 - 「愛知の伝統野菜」である宮重大根をモチーフにしたオブジェや時計がある[1]。
- 屋外舞台 - 観覧席のある多目的ステージである[1]。
- 屋外遊具 - 土日祝日限定でバッテリーカー、おもしろ自転車、一輪車などを貸出している[1]。

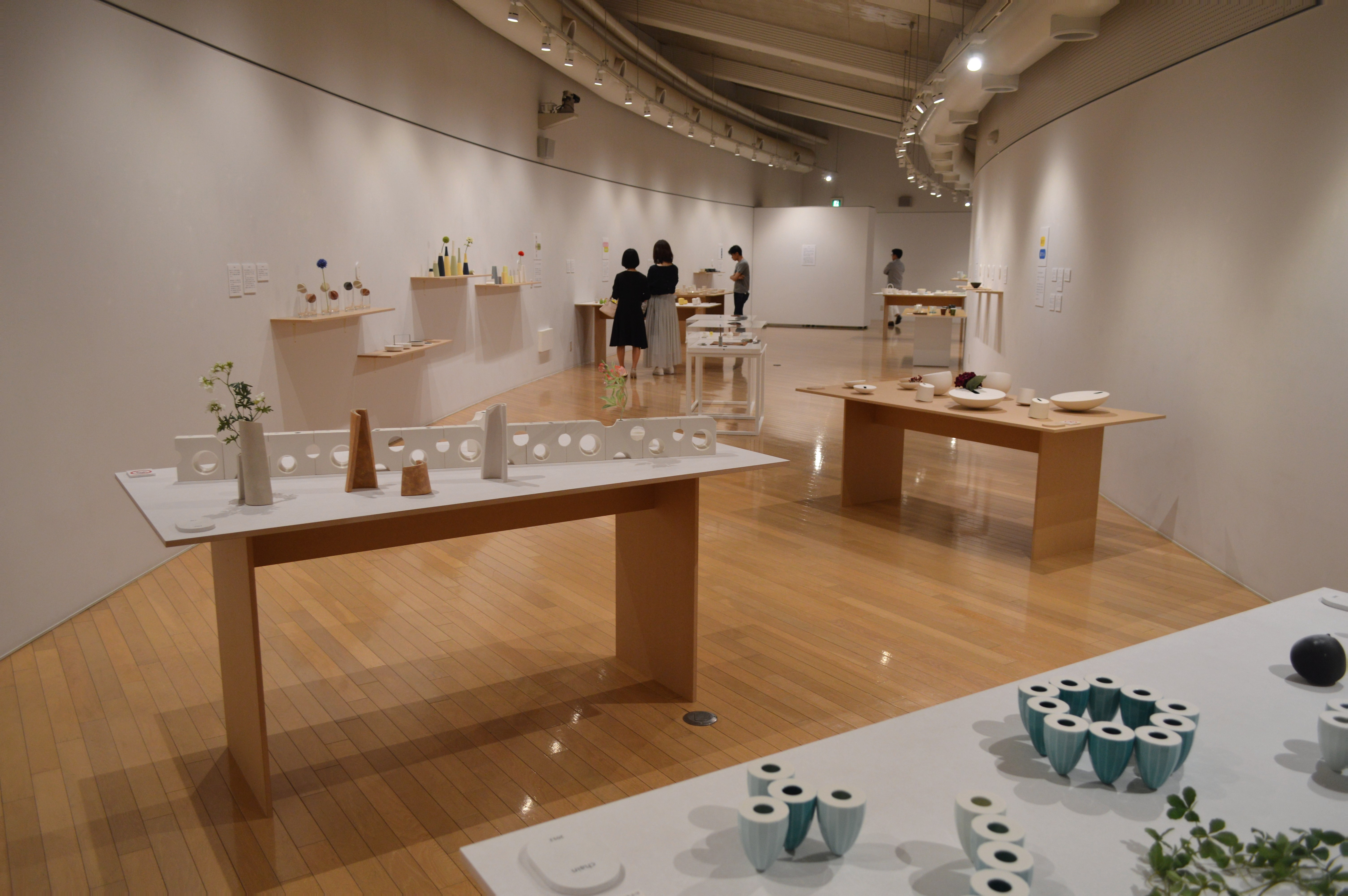
清須市はるひ美術館
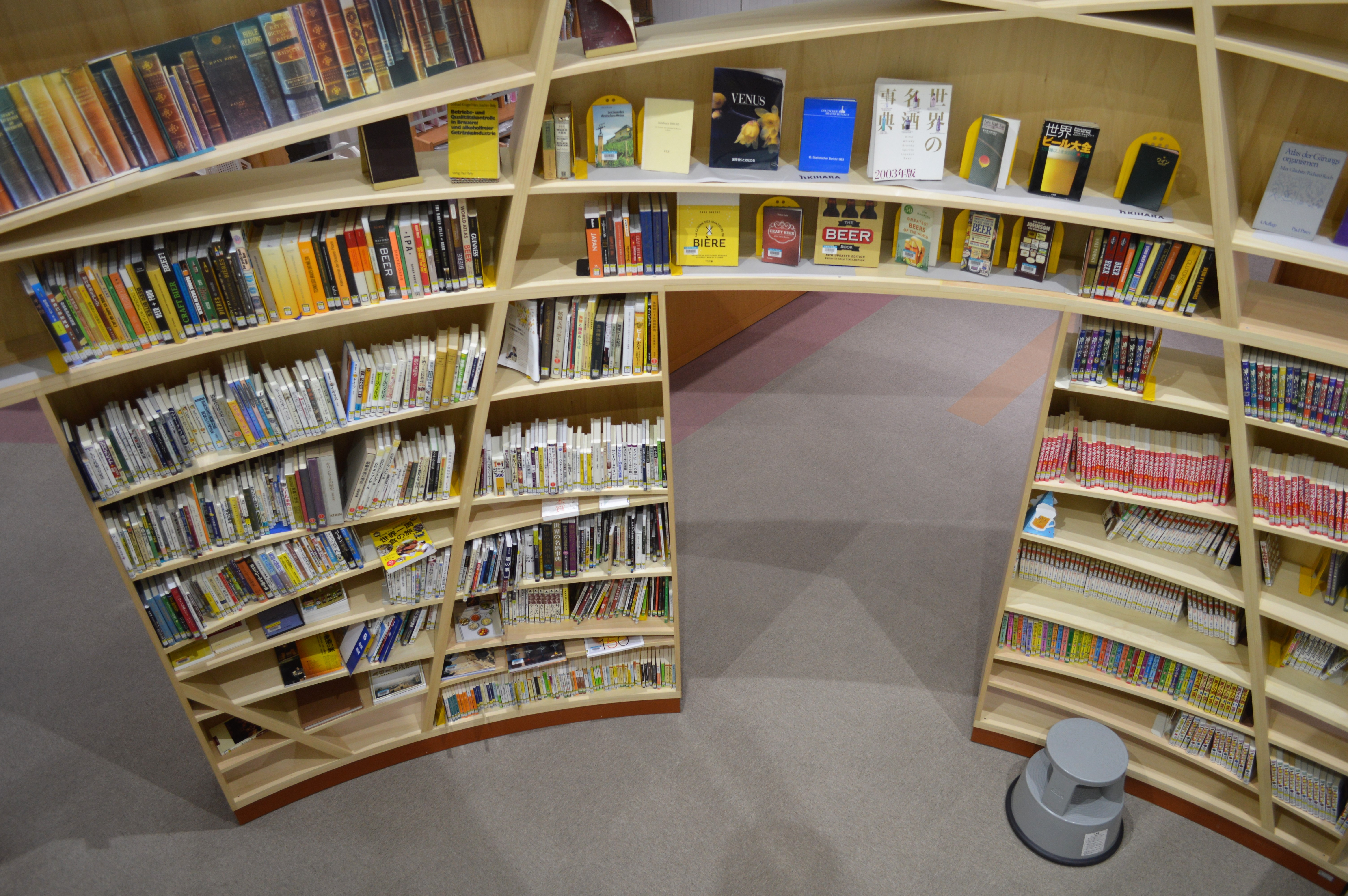
清須市立図書館
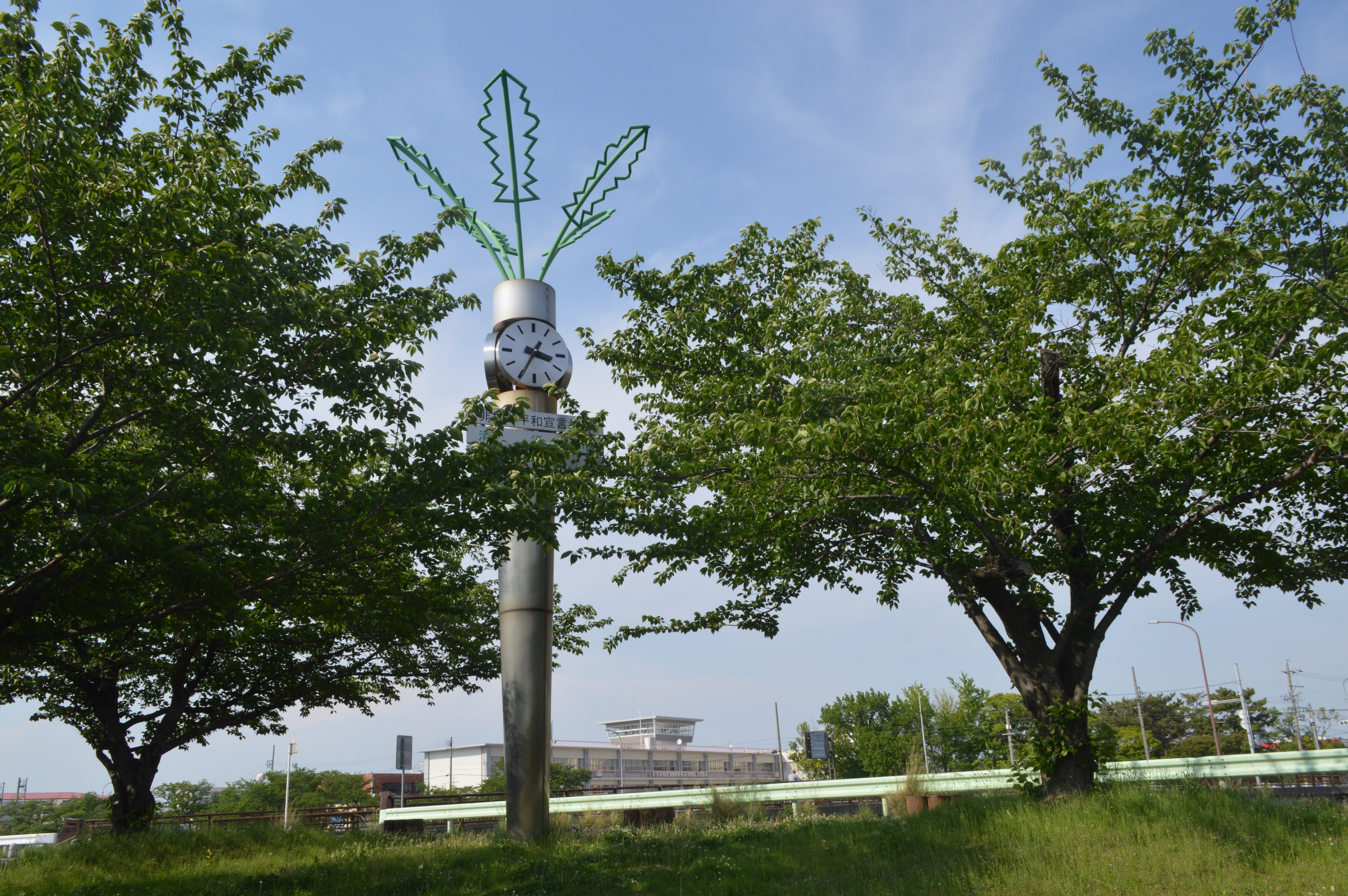
宮重大根をモチーフとする時計台
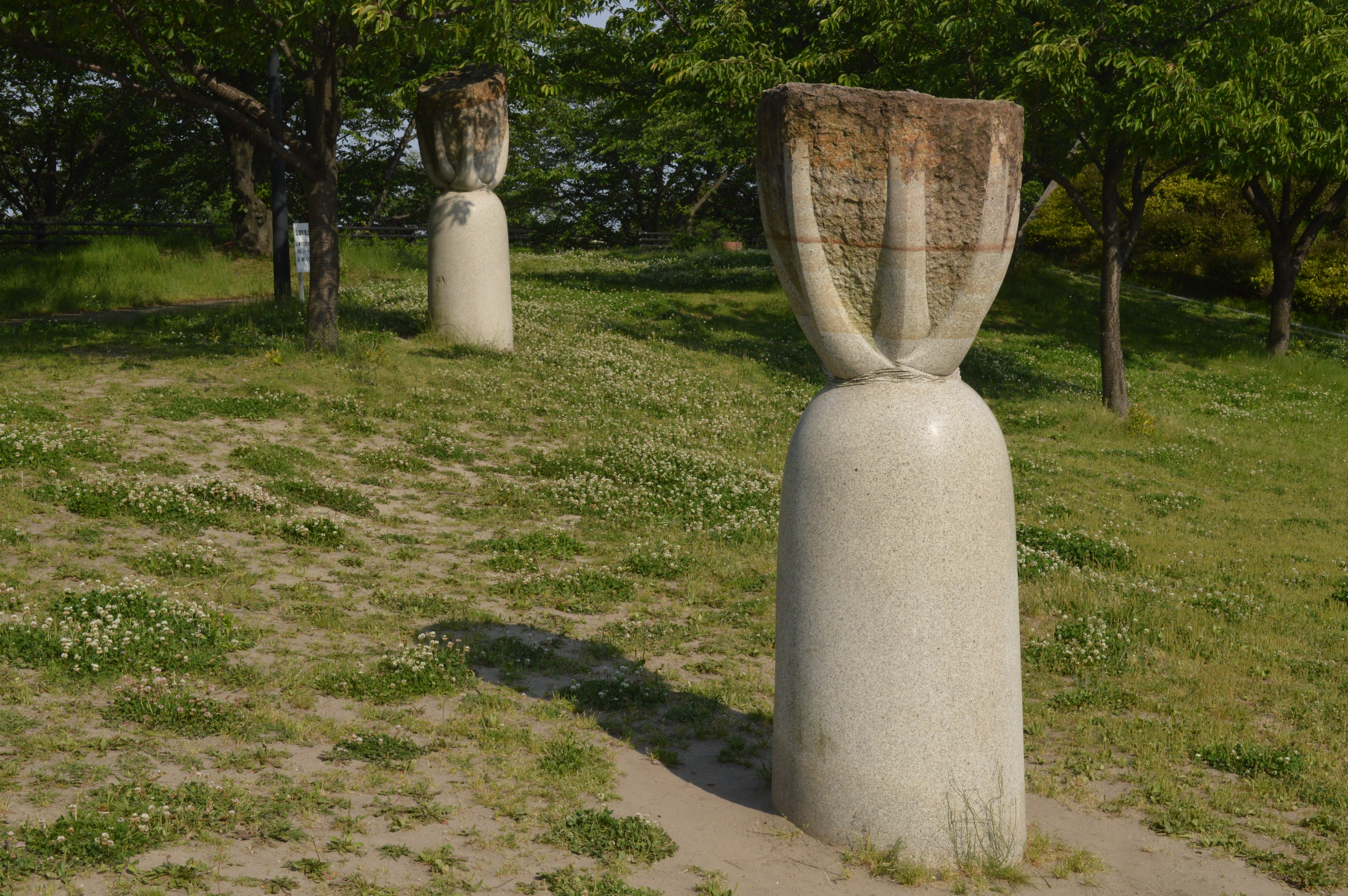
公園に植えられた宮重大根
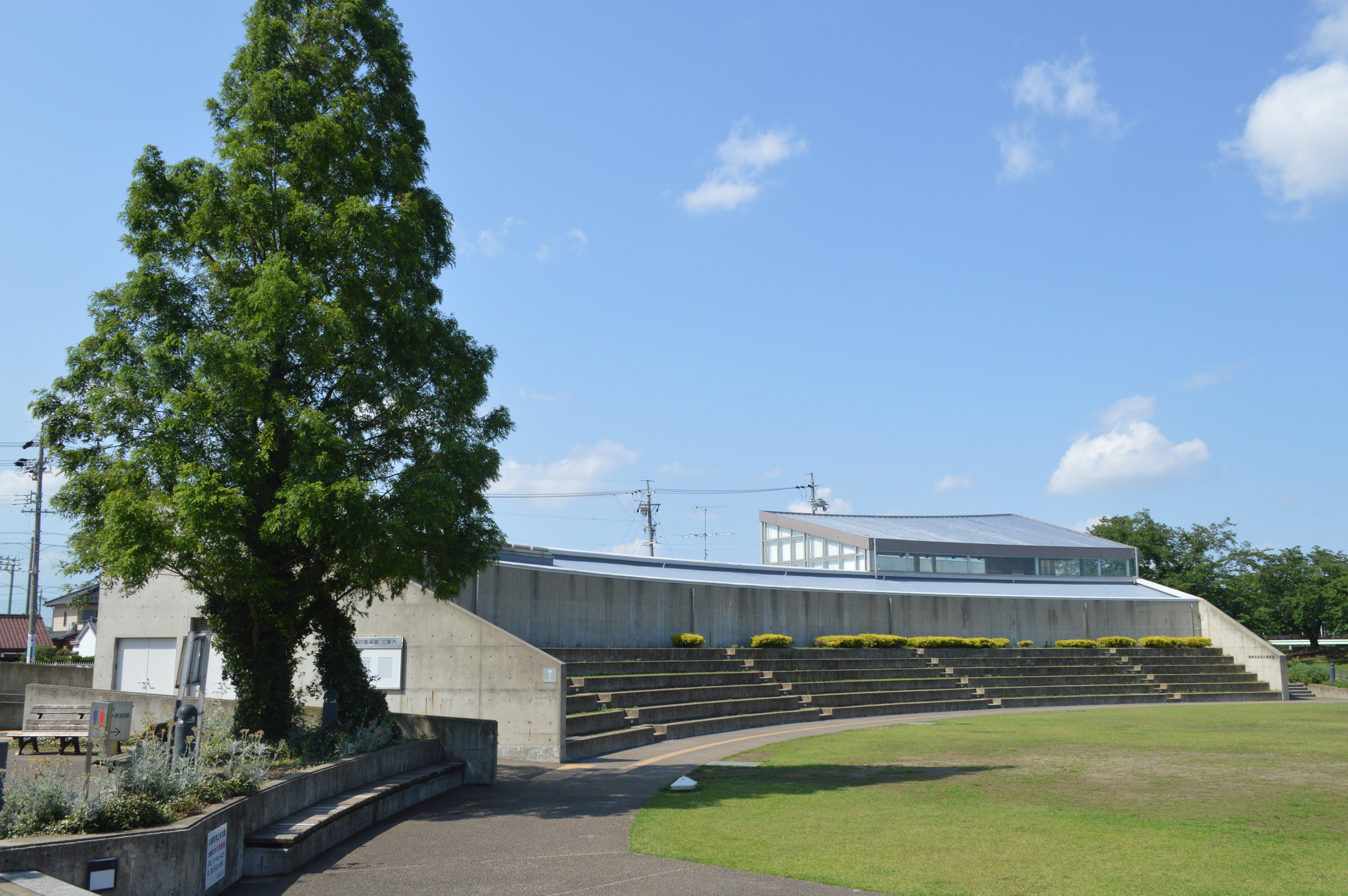
屋外舞台の観覧席

## 利用案内
はるひ夢の森公園
- 所在地 - 〒452-0961：愛知県清須市春日夢の森1番地
- 無料駐車場あり

## 交通アクセス
- JR東海道本線 清洲駅から徒歩で約20分。
- JR東海道本線 清洲駅からきよすあしがるバスで「夢広場はるひ」下車（1日6便）。
- JR東海道本線 枇杷島駅からきよすあしがるバスで「夢広場はるひ」下車（1日4便）。